# Tomassoni
La famiglia Tomassoni (o anche chiamata Tomasoni o Tommasoni) fu un'influente famiglia ternana del Rinascimento italiano, risiederono sia a Terni che a Roma con incarichi militari e di polizia di prim’ordine e massimo grado. 
A Terni tenevano palazzo nel Rione di Sotto, come indicato da Francesco Angeloni, autore della Historia di Terni pubblicata a Roma nel 1646: «...e confermando quella che fu la loro influenza e il loro rango in città». Alla fine del cinquecento, insieme a loro, altre due casate ternane riusciranno a conquistarsi fama e potenza, imparentandosi e avendo importanti cariche militari: i Ciancherotti e i Nicoletti. Insieme, queste tre casate ternane, alla fine del cinquecento costituiranno una alleanza familiare molto influente a Terni, a Roma e nello Stato Pontificio.

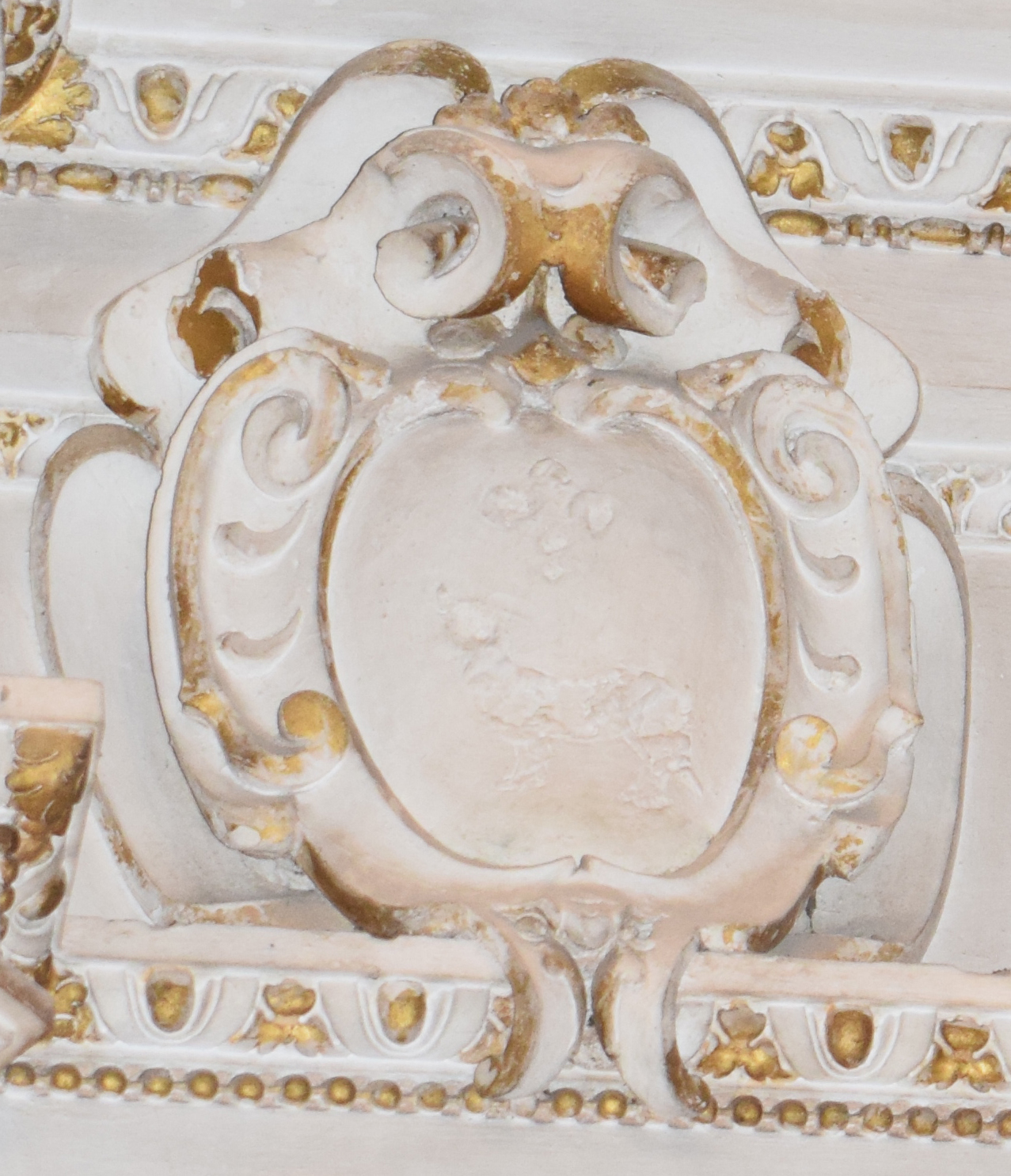
Stemma mutilo dei Tomassoni di Terni, seconda metà del 1500 (Altare Madonna della Neve, chiesa di San Francesco, Trevi)

## Le origini della famiglia
Quella dei Tomassoni fu una famiglia di notabili di Terni; originariamente facevano parte della classe sociale dei populari o banderari, e cioè del ceto medio cittadino, quella piccola classe dirigente del Comune costituita da notai, avvocati, sindaci e procuratori. Nel XVI secolo riuscirono ad elevarsi ulteriormente di rango grazie alla pratica delle armi sotto la bandiera dello Stato della Chiesa e di altri principati. Tra di loro eccelsero Alessandro, condottiero mercenario ed ingegnere militare, suo fratello Lucantonio, Raimondo ed Enea (figli di Alessandro) e altri dello stesso ceppo.

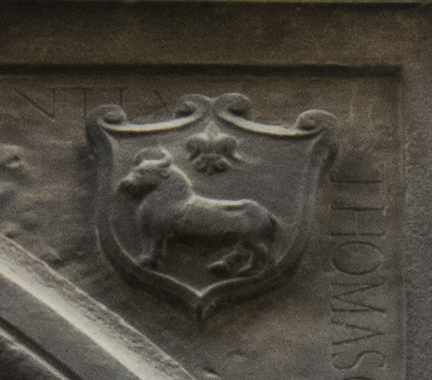
Stemma dei Tomassoni di Terni, seconda metà del 1500 (Palazzo Valenti di Rivosecco, Trevi)

## I più importanti componenti della famiglia
- Alessandro da Terni († 1555), colonnello, mastro di campo e ingegnere militare.
- Lucantonio Tomassoni († 1592), colonnello, mastro di campo e vice-castellano di Castel Sant'Angelo.

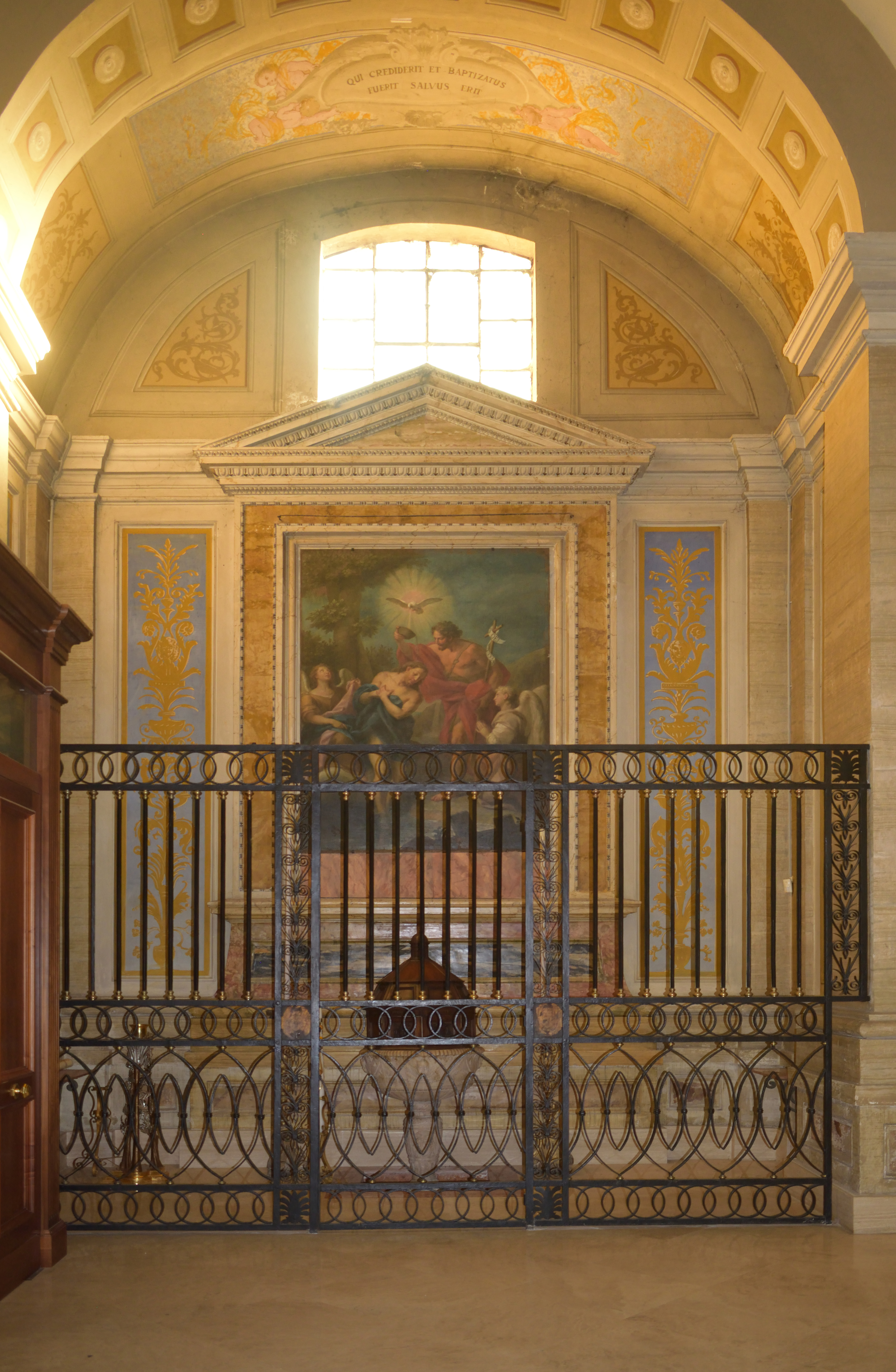
Cappella della Madonna di Loreto, della famiglia Tomassoni (Terni, Duomo di S. Maria Assunta)